# Mr.ブラック
『Mr.ブラック』（ミスター・ブラック）は、1980年5月21日に発売されたシャネルズ（後のラッツ&スター）の1枚目のアルバム。

## 解説
- デビューシングル『ランナウェイ』の大ヒットにより、本作もチャート1位を記録。年間チャートでも20位にランクインする大ヒットとなった。
- A面はオリジナル楽曲、B面は洋楽のカバーで成り立っている。
- 1995年にCD選書にて復刻された。その際、ジャケットに表記されたアーティスト名がCHANELSからShanelsに、タイトルがMr. BLACKからMr.Blackになり、書体も変更された。

## 収録曲
| #  | タイトル                        | 作詞       | 作曲     | 編曲       | 時間 |
| -- | ------------------------------- | ---------- | -------- | ---------- | ---- |
| 1. | 「ダウンタウン・ボーイ」        | 田村勇気   | 鈴木雅之 | シャネルズ | 2:22 |
| 2. | 「ランナウェイ」(album version) | 湯川れい子 | 井上忠夫 | 井上忠夫   | 3:03 |
| 3. | 「月の渚－YOU'LL BE MINE－」    | 田村勇気   | 鈴木雅之 | シャネルズ | 2:48 |
| 4. | 「夢見るスウィート・ホーム」    | 湯川れい子 | 井上忠夫 | 井上忠夫   | 2:24 |
| 5. | 「いとしのシェビー'57」         | 田村勇気   | 鈴木雅之 | シャネルズ | 2:23 |
| 6. | 「陽気なTUSUN」                 | 田代マサシ | 鈴木雅之 | シャネルズ | 2:37 |

| 全編曲: シャネルズ。 |                             |                                                            |      |
| #                    | タイトル                    | 作詞・作曲                                                 | 時間 |
| 7.                   | 「EVERYBODY LOVES A LOVER」 | ALLEN ADLER                                                | 2:44 |
| 8.                   | 「SHAMA LAMA DING-DONG」    | MARK DAVIS                                                 | 3:12 |
| 9.                   | 「BAD BLOOD」               | LEIBER STOLLER                                             | 2:37 |
| 10.                  | 「SILHOUETTES」             | CREWE-SLAY JR                                              | 2:44 |
| 11.                  | 「SH-BOOM」                 | Keyes J, Feaster Claude, Feaster Carl, Mcrare F, Edwards J | 1:19 |
| 12.                  | 「ZOOM」                    | E. NAVANO                                                  | 2:23 |
| 13.                  | 「CHAPEL OF DREAMS」        | B. MYLES                                                   | 2:42 |

## 曲解説
1. ダウンタウン・ボーイ
2. ランナウェイ
  - シングルとは別に収録されたバージョンである。
3. 月の渚－YOU'LL BE MINE－
4. 夢見るスウィート・ホーム
  - 「ランナウェイ」のB面曲。
5. いとしのシェビー'57
  - 「シェビー」とはアメリカ車、シボレーのこと。
6. 陽気なTUSUN
7. EVERYBODY LOVES A LOVER
  - オリジナルはシュレルズ。（1962年）
8. SHAMA LAMA DING-DONG
  - オリジナルはロイド・ウィリアムス。（1978年公開の映画『アニマル・ハウス』の挿入歌）
9. BAD BLOOD
  - オリジナルはザ・コースターズ。（1961年）
10. SILHOUETTES
  - オリジナルはザ・レイズ。（1957年）
リードボーカルは田代マサシ。
11. SH-BOOM
  - オリジナルはザ・コーズ。（1954年）
12. ZOOM
  - オリジナルはザ・キャデラックス。（1956年）
13. CHAPEL OF DREAMS
  - オリジナルはザ・ダブス。（1958年）